# Prințul Eitel Friedrich al Prusiei
Prințul Eitel Friedrich (7 iulie 1883 – 8 decembrie 1942) a fost al doilea fiu al împăratului Wilhelm al II-lea al Germaniei și al primei soții, Ducesa Augusta Viktoria de Schleswig-Holstein. S-a născut și a murit la Potsdam, Germania.
La 27 februarie 1906 Prințul Eitel s-a căsătorit cu Ducesa Sophia Charlotte de Oldenburg (2 februarie 1879 Oldenburg – 29 martie 1964, Westerstede) la Berlin. Au divorțat la 20 octombrie 1926 și nu au avut copii.